# 宜蘭縣羅東鎮公正國民小學
宜蘭縣羅東鎮公正國民小學，簡稱公正國小，於1950年8月創立，初名「台北縣羅東鎮公正國民學校」；1950年10月，更名为“宜兰县公正国民学校”；1969年8月，更名為「宜蘭縣羅東鎮公正國民小學」。校地計有 2.3066 公頃，位處於羅東鎮中心位置，四面環路，東面有中華路、 南面有民生路、西面有忠孝路、北面是公正路，與羅東衛生所、羅東鎮公所為鄰， 與羅東中山公園、羅東郵局相接。電影 《翻滾吧！男孩》 即是以該校體操隊訓練、比賽的情形拍攝而成。

## 學校簡史
- 三十九年八月本校創立，初名「台北縣羅東鎮公正國民學校」

- 三十九年十月本省行政區域調整規劃宜蘭縣管轄，易名「宜蘭縣公正國民學校」

- 四十七年八月設立北成、竹林兩分校

- 五十年九月北成分校獨立設校，初名「宜蘭縣北成國民學校」

- 五十一年十月竹林分校獨立設校，初名「宜蘭縣竹林國民學校」

- 五十七年八月易名為「宜蘭縣羅東鎮公正國民小學」

- 六十年六月東側教室大樓完成改建

- 六十年九月奉教育部指定成立「啟智教育實驗班」

- 六十三年七月育英堂(禮堂)興建竣工

- 六十五年九月設立「公正附設幼稚班」

- 七十年一月「教學大樓」興建竣工

- 七十三年九月奉教育部指定成立「體育教育實驗班」

- 七十三年十一月「四維樓」興建竣工

- 七十四年九月奉教育部指定成立「舞蹈教育實驗班」

- 七十五年十一月北側教室三樓改建竣工

- 八十一年一月運動場鋪設舒維龍跑道竣工

- 八十一年九月「特教樓」興建竣工

- 八十三年六月育英堂(禮堂)修建竣工

- 八十四年九月設立身心障礙資源教育班

- 八十五年九月成立本縣第一個國小弦樂團

- 八十七年十一月開辦學校午餐

- 八十九年八月「千禧樓」興建竣工

- 九十四年五月「勤學樓」興建竣工

- 九十四年八月東側教室大樓拆除

- 九十六年三月十二日，校址因門牌整編由「宜蘭縣羅東鎮中華路 47 號」整編為「宜蘭縣羅東鎮公正路 199 號」

- 九十六年四月五日，「公正國小地下停車場」興建動工

- 九十七年六月「敦品樓」動土

- 九十八年三月八日，「公正國小地下停車場」竣工，同時完成 PP 運動場及兒童休憩區。

- 九十八年十月北棟教室拆除，「敦品樓」竣工。

## 歷任校長
- 首任校長 藍金鐘 39.8～42.2
- 第二任校長 方黃如村 42.2～42.8
- 第三任校長 徐阿富 42.8～45.9
- 第四任校長 林木川 45.9～56.4
- 第五任校長 黃義聯 56.4～68.2
- 第六任校長 藍永聰 68.2～76.8
- 第七任校長 賴文接 76.8～81.2
- 第八任校長 藍永聰 81.2～84.8（再任）
- 第九任校長 黃榮坤 84.8～90.8
- 第十任校長 康豐裕 90.8～94.8
- 第十一任校長 朱全勝 94.8～99.7
- 第十二任校長 宋正雄 99.8～102.7
- 第十三任校長 陳正華 102.8～107.1
- 代理校長 陳建安 107.2～107.7
- 第十四任校長 簡信斌 107.8～112.1
- 代理校長 黃教維 112.1～112.7
- 第十五任校長 丁進添 112.8～

## 校友
- 唐嘉鴻：2020年東京奧運體操男子個人全能第七名
- 李智凱：2020年東京奧運體操男子鞍馬銀牌[1]
- 赵少康：政治人物、媒體人、時事評論員
- 吳炫三：畫家[2]
- 周渝民：藝人

## 公正國小學區
公正里、
中山里（8、9、 18~28 鄰）、
集祥里、賢文里（16 鄰除外）、
漢民里（3 ～6 鄰、8、20～22 鄰、25、 32 鄰）、
樹林里（10、12 鄰除外）、信義里（2～15 鄰、19～25 鄰）、大新里 19 鄰。

### 共同學區
1.羅東鎮國華里 29 鄰為公正國 小與北成國小共同學區。
2.羅東鎮東安里 28 鄰為羅東國 小與公正國小共同學區。
3.羅東鎮中山里 13～17 鄰為成 功國小與公正國小共同學區。 
4.羅東鎮漢民里 1、7、9、16、 26 鄰為成功國小、公正國小與 北成國小共同學區。
5.羅東鎮樹林里 10、12 鄰為公正國小與竹林國小共同學區。

## 外部連結
- 公正國小粉絲專頁
- 公正國小網址